# Abia
Abia là một chi bọ cánh cứng thuộc họ Cimbicidae. Chi này gồm một số loài ong cắn lá có thân hình mập mạp thường thấy ở châu Âu. Một số loài trong chi này từng được xếp vào chi Zaraea, nhưng hiện nay danh pháp này được coi là đồng nghĩa vì nó không đơn ngành.

## Loài
- Abia aenea
- Abia antennata
- Abia aurulenta
- Abia candens
- Abia fasciata
- Abia fulgens
- Abia hungarica
- Abia lonicerae
- Abia mutica
- Abia nitens
- Abia sericea
- Abia spissicornis